# Dirutrachia sublevata
Dirutrachia sublevata är en snäckart som först beskrevs av Tate 1894.  Dirutrachia sublevata ingår i släktet Dirutrachia och familjen Camaenidae. Inga underarter finns listade i Catalogue of Life.